# Campylopus crispatulus
Campylopus crispatulus är en bladmossart som beskrevs av Thériot 1926. Campylopus crispatulus ingår i släktet nervmossor, och familjen Dicranaceae. Inga underarter finns listade i Catalogue of Life.